# ناحیه وادی تاغیه
ناحیه وادی تاغیه (به عربی: دائرة وادی تاغیة) یک ناحیه در الجزایر است که در استان معسکر واقع شده‌است.